# دراخهاوزن
دراخهاوزن (به آلمانی: Drachhausen) یک شهر در آلمان است که در اشپری-نایسه واقع شده‌است. دراخهاوزن ۸۵۶ نفر جمعیت دارد.